# Глуховские статьи
Глуховские статьи — договор, заключённый в 1669 году в Глухове гетманом Демьяном Многогрешным с правительством царя Алексея Михайловича и положивший конец Левобережному восстанию 1668—1669 годов. Глуховские статьи стали единственным документом после смерти Богдана Хмельницкого, который предусматривал внутреннюю автономию Войска Запорожского в составе Российского царства.
Глуховские статьи были призваны заменить заключённые четырьмя годами ранее Московские статьи. Причиной к подписанию нового соглашения стала изменившаяся политическая ситуация, в частности необходимость закрепить отпадание Многогрешного от протурецкого правобережного гетмана Петра Дорошенко. Глуховские статьи содержали 27 пунктов, по которым военные гарнизоны Русского государства могли располагаться только в пяти малороссийских городах — Киеве, Переяславе, Чернигове, Нежине и Остре, а также имели лишь ограниченные возможности влияния на внутренние дела Гетманщины. Реестр казаков увеличивался до 30 тысяч, помимо этого гетман Войска Запорожского получал право содержать наёмные войска. Право сбора налогов в Малороссии и в Запорожской Сечи переходило к казацкой старшине. Гетман, в свою очередь, обязывался отказаться от любых дипломатических сношений с другими государствами, а также не давать убежище беглым крепостным.
На Глуховской раде, состоявшейся в начале марта 1669 года, царю присягнули полковники переяславский (Иван Ефименко), прилуцкий (Яков Трофимов, наказной), нежинский (Филипп Уманец), киевский (Константин Солонина, наказной), стародубский (Пётр Рославец) и черниговский (Иван Самойлович). На раде отсутствовали лубенский, миргородский и полтавский полковники, которые на тот момент продолжали поддерживать крымского ставленника Петра Суховея.
Следующим договором между царским правительством и казацкой старшиной стали Конотопские статьи, подписанные в 1672 году при гетмане Иване Самойловиче.